# Asparagus humilis
Asparagus humilis är en sparrisväxtart som beskrevs av Adolf Engler. Asparagus humilis ingår i släktet sparrisar, och familjen sparrisväxter. Inga underarter finns listade i Catalogue of Life.